# Walther Merck
Walther Merck (* 18. Oktober 1892 in Berlin; † 7. Dezember 1964 in Hamburg) war ein deutscher Pädagoge, Professor an der Universität Hamburg und erster Direktor des UNESCO-Instituts für Pädagogik (UIP).

## Leben
Merck begann sein Studium der Philologie im Sommer 1912 an der damaligen Friedrich-Wilhelms-Universität Berlin. Dort gehörte er der Landsmannschaft (später Burschenschaft) Normannia an. Am Ersten Weltkrieg nahm er zunächst als Kriegsfreiwilliger im Reserve-Infanterie-Regiment 202 teil. Im Laufe des Krieges wurde er zum Leutnant dR befördert und mit dem Eisernen Kreuz II. Klasse ausgezeichnet.
Nach Abschluss des Studiums war Merck zunächst Studienassessor in Berlin-Johannisthal und später Lehrer in Berlin-Oberschöneweide sowie Mitarbeiter für Auslandspädagogik am Zentralinstitut für Erziehung und Unterricht in Berlin. 1927 wurde er Oberstudiendirektor an der Oberrealschule in Harburg/Elbe und später Oberschulrat in Hamburg. Diese Stelle gab er auf, um im März 1950 als Professor für Vergleichende Pädagogik an der Universität Hamburg eingesetzt zu werden – damit war er der erste Lehrstuhlinhaber des neuen Faches in Deutschland. Am 1. März 1952 wurde er der erste Direktor des UNESCO-Instituts für Pädagogik. 1955 trat er als Direktor zurück und 1959 auch als Lehrstuhlinhaber an der Universität Hamburg, sein Nachfolger wurde sein Schüler Gottfried Hausmann.
Merck war von 1959 bis 1964 Mitglied des Beirats der Friedrich-Naumann-Stiftung. Von 1953 bis 1963 war er Vorsitzender des Kuratoriums des Jugend-Europahaus e. V., der ersten dänisch-deutschen Jugendfreizeit- und Tagungsstätte in Hamburg-Horn.

## Veröffentlichungen
- Dänemark: ein soziales Versuchsfeld (Mitarbeit), von Peter Manniche, Bad Nauheim: Christian-Verl., 1953.
- Die Leitbilder der Erziehung und ihr Geltungsanspruch, 1955.
- Internationale pädagogische Kontakte (Ehrengabe anlässlich Mercks 70. Geburtstages), von Gottfried Hausmann, Heidelberg: Quelle & Meyer, 1963.

| Personendaten    | Personendaten                    |
| ---------------- | -------------------------------- |
| NAME             | Merck, Walther                   |
| ALTERNATIVNAMEN  | Merck, Walter                    |
| KURZBESCHREIBUNG | deutscher Pädagoge und Professor |
| GEBURTSDATUM     | 18. Oktober 1892                 |
| GEBURTSORT       | Berlin                           |
| STERBEDATUM      | 7. Dezember 1964                 |
| STERBEORT        | Hamburg                          |